# 応神町古川
応神町古川（おうじんちょうふるかわ）は、徳島県徳島市の町名。2011年7月現在の人口は1,711人、世帯数は857世帯。郵便番号は〒771-1151。

## 地理
徳島市の北部に位置し、応神地区に属する。北は今切川を挟んで板野郡北島町鯛浜、東は川内町榎瀬または北原、西は応神町中原に接する。南は吉野川で限られる。今切川を挟んだ飛び地に、小字の鯛ノ浜添がある。
吉野川沿いを徳島県道137号土成徳島線が通り、吉野川橋北詰で徳島県道39号徳島鳴門線に接続する。徳島鳴門線は北島町から鯛浜橋を渡って地内に入り南進し、吉野川橋を経て市の中心部に通じる。

### 河川
- 吉野川
- 今切川
- 榎瀬江湖川

### 小字
- 東
- 井利ノ元
- 戎子野
- 北
- 高良
- 鯛ノ浜添
- 西
- 東中道
- 日ノ上
- 宮ノ前

## 歴史
1889年（明治22年）までは板野郡古川村で、それ以降は応神村の大字となった。1966年（昭和41年）に応神村が徳島市に編入されたのに伴って現在の地名となる。

## 交通

### 道路
- 徳島県道39号徳島鳴門線
- 徳島県道137号土成徳島線
- 徳島県道219号古川長原港線

## 施設
- 四国大学
- 四国大学附属認定こども園
- 徳島市応神幼稚園古川分園
- 徳島本線料金所（廃止）
- 持宝寺
- 天光寺 - 阿波西国三十三観音霊場11番札所
- ピースリビング本社